# 上田龍星
上田 龍星（うえだ りゅうせい、1995年7月15日 - ）は、大阪府大阪市出身のボートレーサー。大阪市立生野工業高等学校卒業。登録第4908号。身長167cm。血液型O型。117期。同期に寺島美里、渡邉真奈美、菊地敬介、出口舞有子、山川雄大、小池修平、薮内瑞希、吉田裕平らがいる。123期の登録第5057号上田紗奈は実妹。

## 来歴
- 大阪市立生野工業高等学校卒業。
- 2015年9月19日、選手登録。
- 2015年11月7日からボートレース住之江で開催された 一般戦「グランプリ直前企画 坂上忍杯」初日第1Rでデビュー[2]。（6着）同節6日目（最終日）第1R、5号艇6コースから抜きで初勝利を挙げる[3]。
- 2016年7月21日からボートレース大村で開催された 一般戦「ルーキーシリーズ第4戦（オール進入固定）」6日目（最終日）第12R、デビュー10ヶ月で初優出[4]。（3号艇・3着）
- 2018年8月24日からボートレース下関で開催された 一般戦「サンケイスポーツ杯争奪戦」で2号艇3コースから、抜きで初優勝を飾る[5]。（デビュー2年11ヶ月）ピット離れは遅れたものの周り直し3コースを奪取。2周2マークで1号艇の新美恵一を捉え、逆転劇での優勝だった[6][7]。
- 2020年2月6日からボートレース尼崎で開催された G1「第63回近畿地区選手権」でG1初出場。4日目第4RでG1初勝利[8]。
- 2020年5月26日からボートレース住之江で開催された SG「第47回ボートレースオールスター」でSG初出場。3日目第4RでSG初勝利。[9]（デビュー4年8ヶ月）
- 2020年9月17日からボートレースびわこで開催された G1「第7回ヤングダービー」でG1初優出[10]。（1号艇1コースから3着）

## 人物・エピソード
- 第117期卒業記念競走で1号艇1コースで3着。
- 父親の影響で幼稚園の頃からBMXを始める。小4の頃から本格的に開始し、プロとして活躍。しかし賞金の安さもあり、ボートレーサーへ転身。推薦枠でやまと学校に入学した[11]。
- 母親は元パティシエールで、2017年には大阪・長堀橋にて飲食店を開いた[12]。

## 戦績
- 出走回数：1124回
- 優出回数：29回
- 優勝回数：8回
- 1着回数：266回
- フライング(F)回数：8回
- 出遅れ(L)回数：1回
- 通算勝率 5.90
- 2連対率：42.88
- 3連対率：58.36
- 生涯獲得賞金 107,596,870円